# Swołowo
Swołowo [sfɔˈwɔvɔ] (deutsch Schwolow, kaschubisch Zołowò) ist ein Dorf in der polnischen Woiwodschaft Pommern. Die Ortschaft hat ca. 240 Einwohner und gehört zur Gmina Redzikowo (Landgemeinde Reitz) im Powiat Słupski (Stolper Kreis).

## Geographische Lage
Das Kirchdorf  liegt in Hinterpommern,  etwa 13 Kilometer westlich von Stolp,  am Rande eines vermoorten Talzuges, der sich von Bruskowo Wielkie (Groß Brüskow) bis nach Pieszcz (Peest) hinzieht und vom Motzbach durchflossen wird. Umgeben von Ackerflächen, grenzt der Ort an ein großes Forstgebiet im Norden und an die Stolper Motze im Süden.

## Geschichte

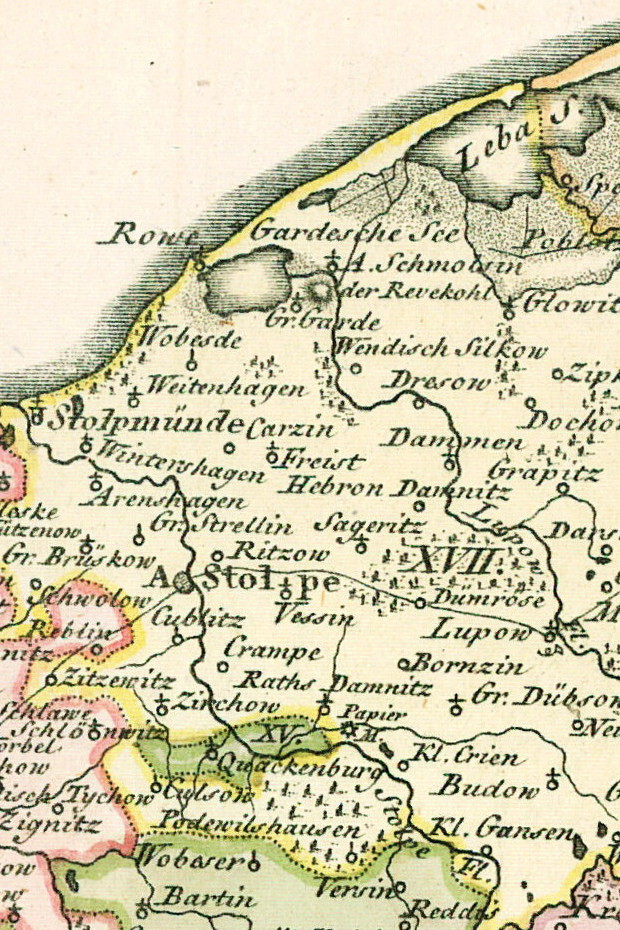
Schwolow westlich der Stadt Stolp (früher Stolpe geschrieben) am Fluss Stolpe und südlich der Hafenstadt Stolpmünde an der Ostsee auf einer Landkarte von 1794.

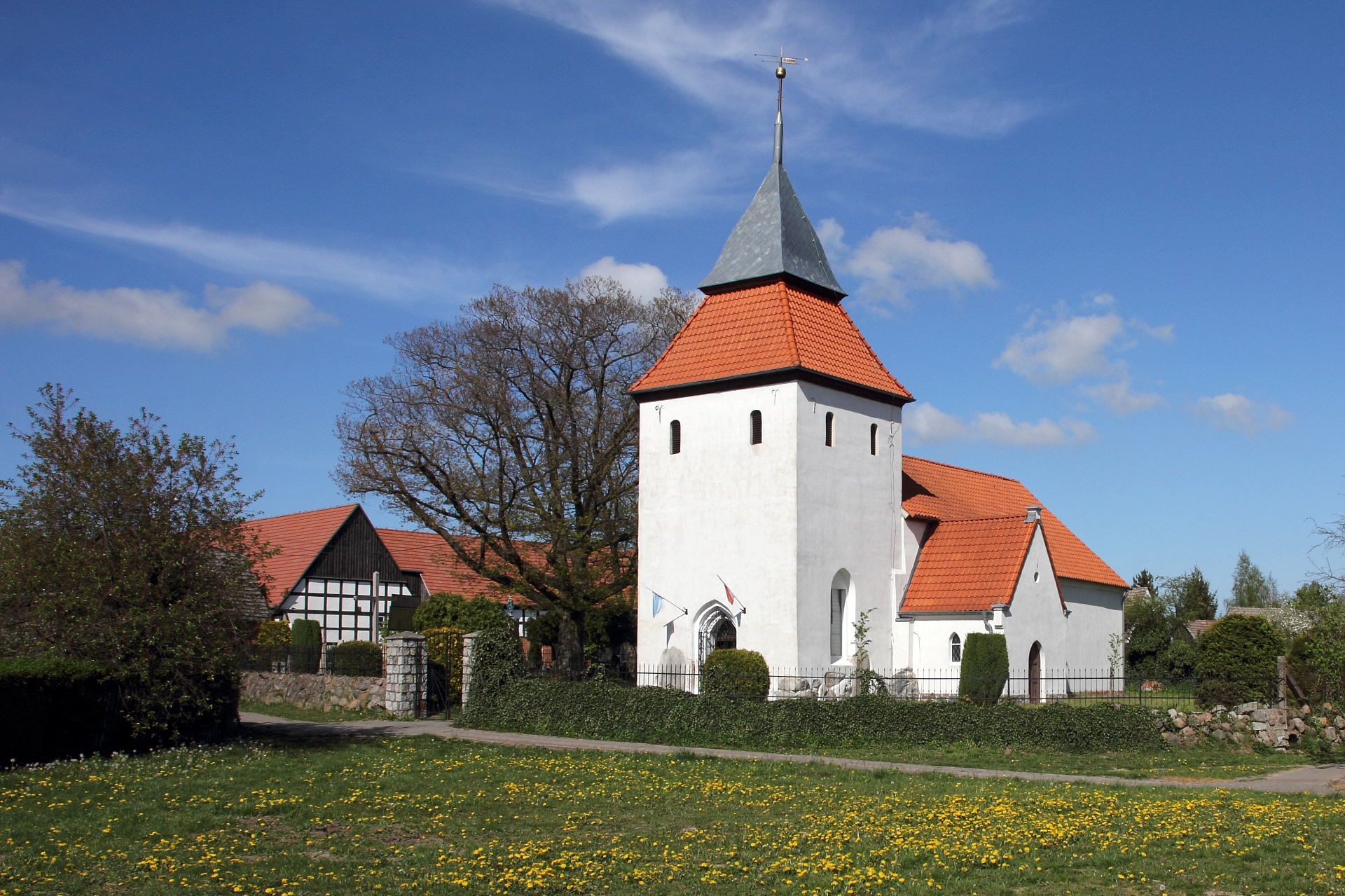
Dorfkirche (2019), aus dem 15. Jahrhundert, bis 1945 Gotteshaus der evangelischen Gemeinde Schwolow

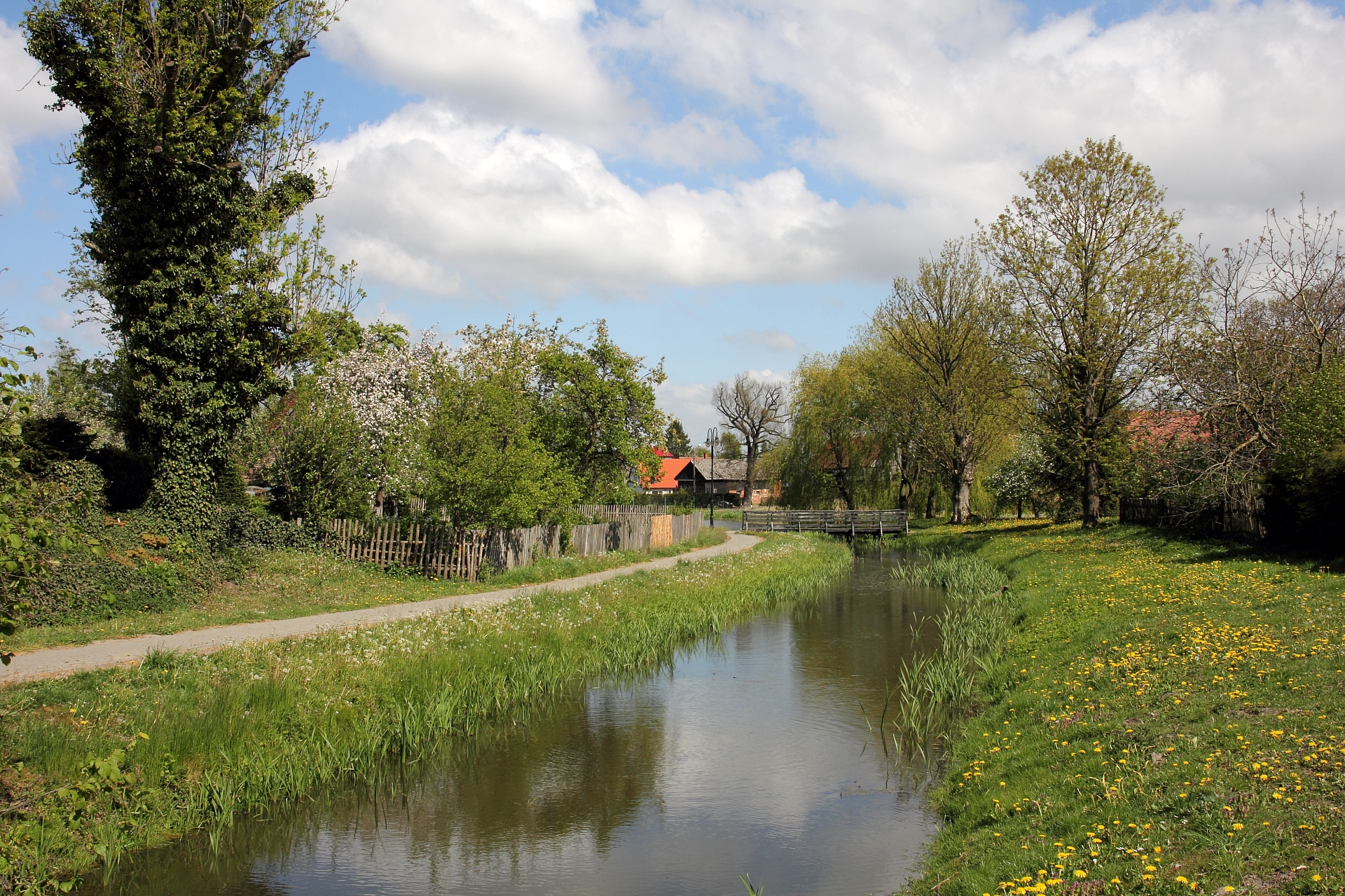
Bach Motz in der Gemarkung des Dorfs

Der historischen Dorfform nach ist Swołowo ein großes Angerdorf. Im Jahre 1240 war es Eigentum der Johanniter und im 14. Jahrhundert derer von Below. 1536 wurden die von Schwawe und später Peter von Glasenapp als Besitzer genannt. Danach unterstand es mit weiteren königlichen Dörfern dem Amt Stolp.
Um 1782 hatte Schwolow 15 Bauern mit einem Freischulzen, drei Kossäten, drei Büdnern (darunter ein Schmied), einem Förster und einem Schulmeister bei insgesamt 25 Feuerstellen (Haushaltungen). Mit der Regulierung wurde aus dem Amtsdorf ein Bauerndorf, das im Jahre 1939 insgesamt 39 landwirtschaftliche Betriebe hatte und 342 Einwohner zählte.

Gebäude im Dorf
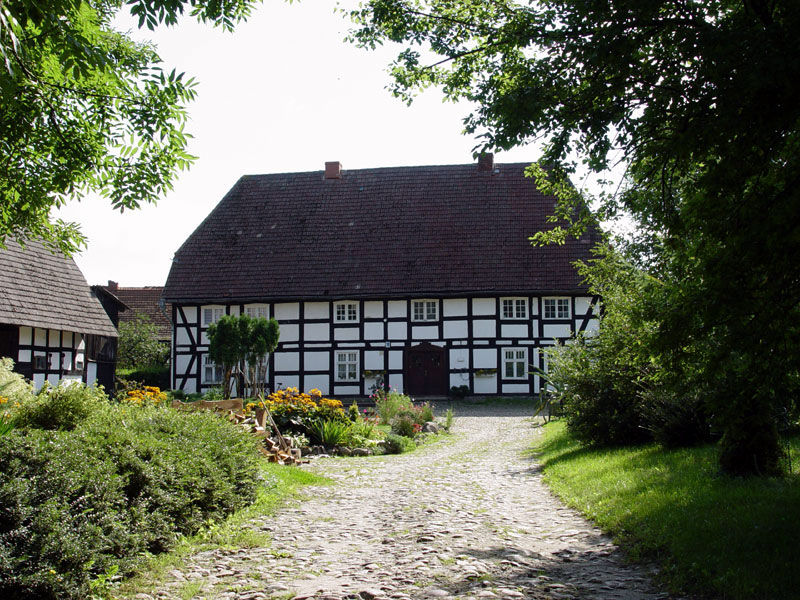
Ehemaliger Hof Nr. 18  Schwolows (2005), aus dem Jahre 1865
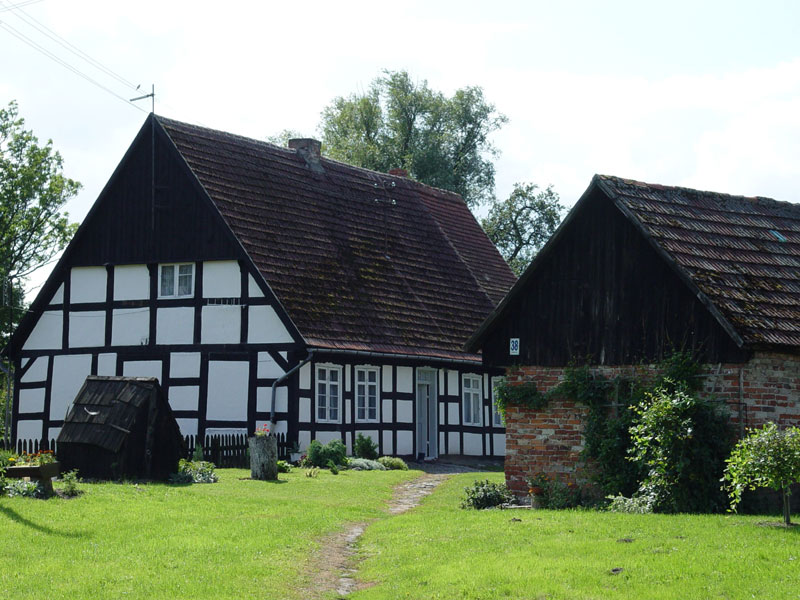
Ehemalige Schule Schwolow (2005)
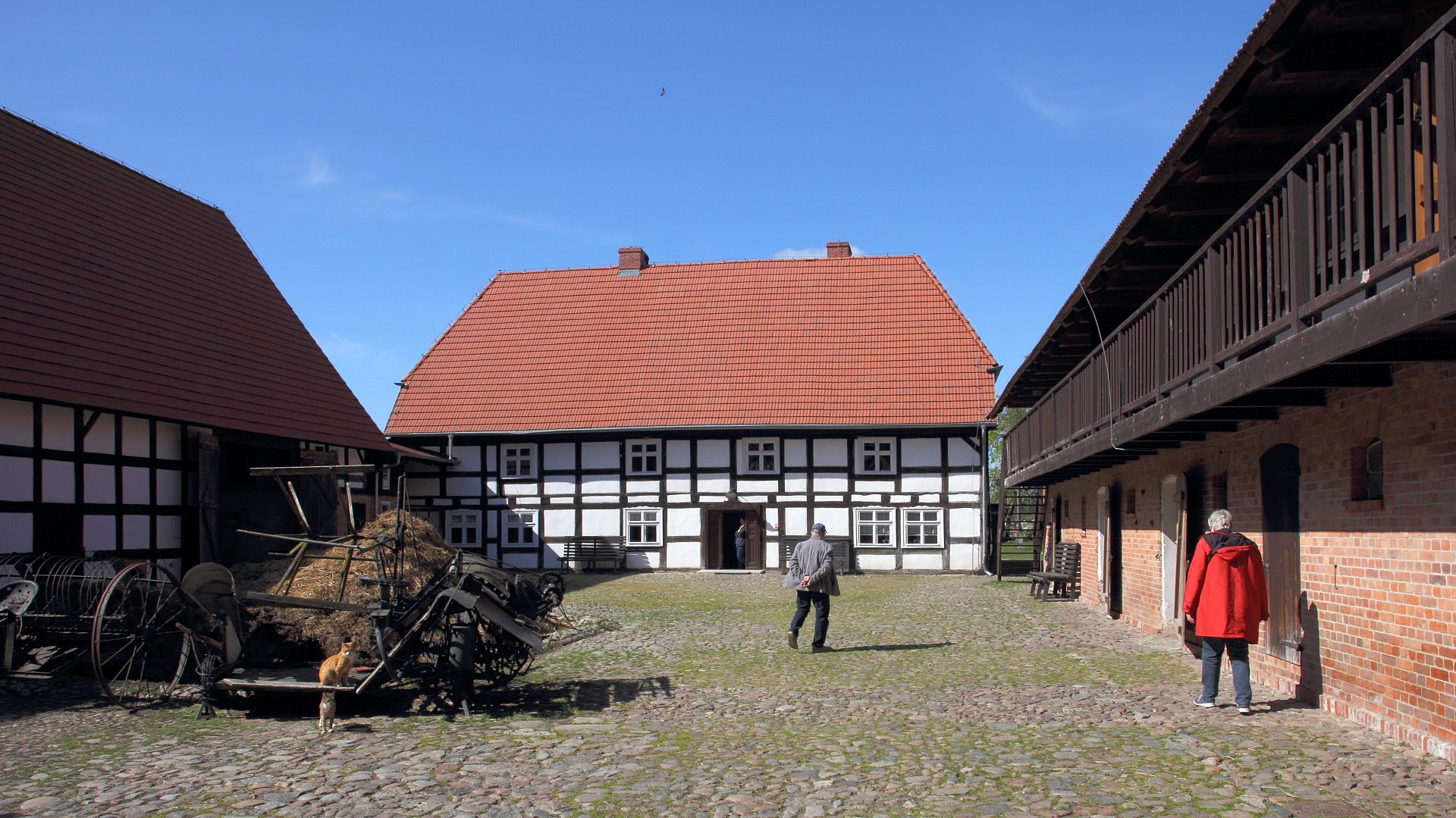
Hofstelle des Freilichtmuseums (2019)
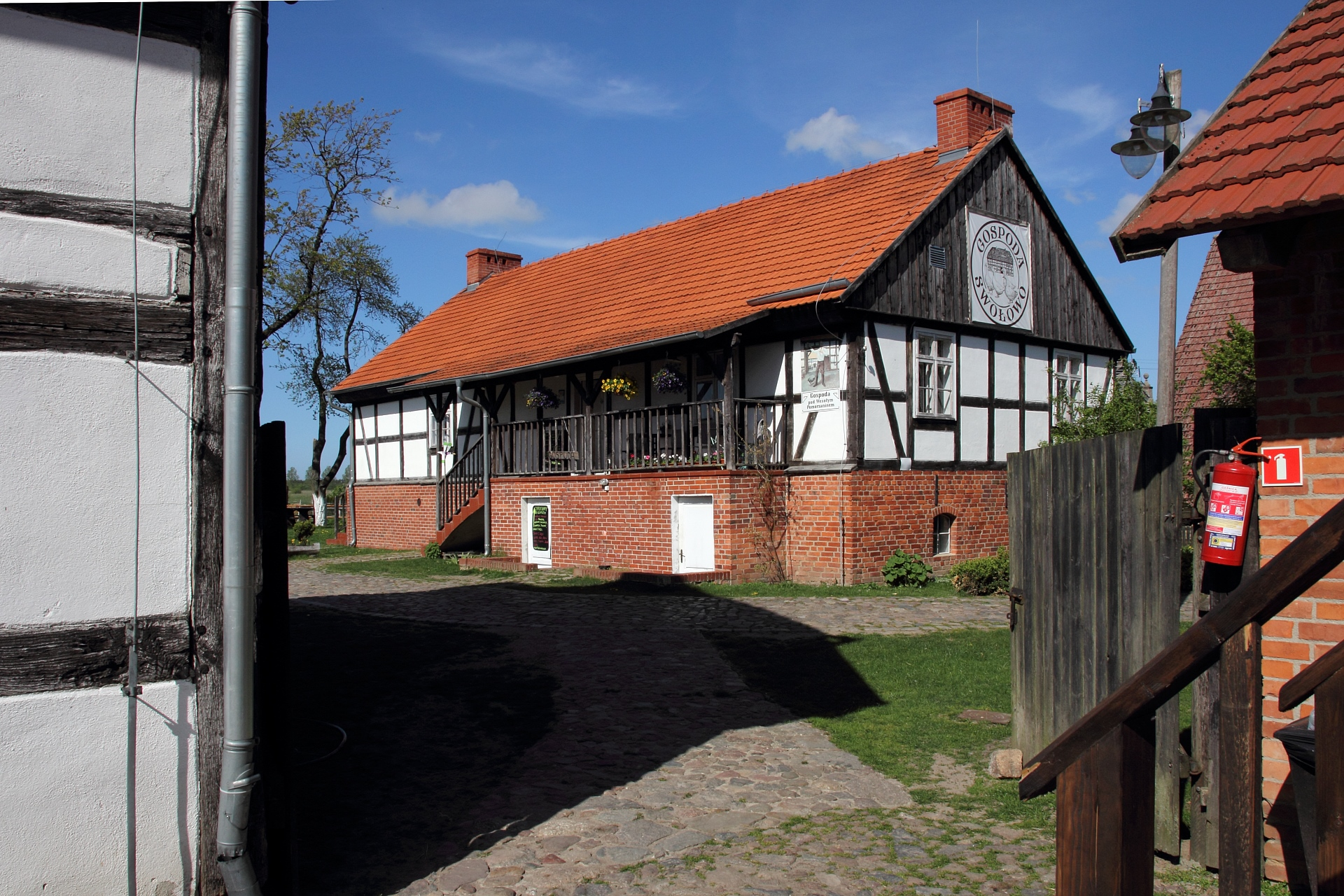
Gebäude des Freilichtmuseums (2019)

Vor 1945 gehörten zu Schwolow die Ortschaften Blockskaten, Krausenkaten und Lüdtkenkaten. Die Gemeinde war Teil des Amts- und Standesamtsbezirkes Groß Brüskow im Landkreis Stolp im Regierungsbezirk Köslin der preußischen Provinz Pommern des Deutschen Reichs. Es gehörte zum Amtsgerichtsbezirk Stolp. Im Jahre 1932 unterrichtete in der zweistufigen Volksschule in Schwolow ein Lehrer in zwei Klassen 66 Schulkinder.
Gegen Ende des Zweiten Weltkriegs wurde Schwolow im März 1945  von der Roten Armee besetzt. Im Ort wurde daraufhin eine sowjetische Kommandantur eingerichtet. Im August 1945 wurde Schwolow von der Sowjetunion der Volksrepublik Polen zur Verwaltung überlassen. Danach begann in Schwolow die Zuwanderung polnischer Zivilisten. Schwolow wurde unter der polonisierten Ortsbezeichnung ‚Swołowo‘ verwaltet. Die einheimischen Dorfbewohner wurden 1946 von der polnischen Administration vertrieben.
Der Ort ist heute ein Ortsteil der Gmina Redzikowo (Landgemeinde Reitz) im Powiat Słupski der Woiwodschaft Pommern. Von 1975 bis 1998 gehörte es zu der damaligen Woiwodschaft Słupsk. Die westliche Ortsgrenze ist die Grenze zwischen der Woiwodschaft Pommern und der Woiwodschaft Westpommern. In dem Dorf leben heute 240 Einwohner.

## Kirche

### Dorfkirche
Die Schwolower Kirche wurde um 1400 aus Ziegeln auf Feldsteinmauerwerk errichtet. Der Westturm und das Landhaus sind weiß getüncht. Der Turmeingang ist spitzbogig, und im Innern zieht sich eine flache Holzdecke über das Kirchenschiff. Die Ausstattung der Kirche war vor 1945 schlicht. Ein sechsseitiges Taufbecken aus Zinn zeigt am Rand einfache Verzierungen in Form von Blumen und im Mittelteil eine Darstellung der Taufe Jesu im Jordan. Von den beiden am Ende des 19. Jahrhunderts im Turm vorhandenen Glocken trug eine mehrere Aufschriften, darunter den Vermerk: „Durch Gotts Gnade goss mich Johann Meyer in Colberg u. Stolp 1764“. Die andere trug auf ähnliche Weise die Angabe: „Goss mich J. M. Meyer in Neu Stettin anno 1788“.
Das Gotteshaus, zuvor über 400 Jahre evangelische Kirche, wurde 1945 von der polnischen Administration zugunsten der Römisch-katholischen Kirche in Polen zwangsenteignet und vom polnischen katholischen Klerus ‚neu geweiht‘. Eine der Glocken der Schwolower Kirche befindet sich heute in der Trinitatis-Kirche in Braunlage.

### Kirchengemeinde bis 1945
Vor der Vertreibung der einheimischen Bevölkerung 1945 waren die Einwohner von Schwolow ausnahmslos evangelischer Konfession. Als selbständige Kirchengemeinde war Schwolow in das Kirchspiel Groß Brüskow eingegliedert, zu dem sieben weitere Orte gehörten. Im Jahre 1940 zählte die Kirchengemeinde Schwolow 398 Gemeindeglieder von 1238 des gesamten Kirchspiels. Sie gehörten zum Kirchenkreis Stolp-Stadt im Ostsprengel der Kirchenprovinz Pommern der Kirche der Altpreußischen Union. Letzter deutscher Geistlicher war Pfarrer Heinrich Runkel. Die Kirchenbücher wurde in der mater Goß Brüskow aufbewahrt.

### Polnisches Kirchspiel seit 1945
Die seit 1945 und Vertreibung der einheimischen Dorfbewohner anwesende polnische Einwohnerschaft ist überwiegend katholisch. Die polnische Kirchengemeinde ist heute zusammen mit der Kirchengemeinde Bierkowo (Birkow) eine Filialgemeinde der Pfarrei Bruskowo Wielkie (Groß Brüskow) im Dekanat Stolpmünde  im Bistum Köslin-Kolberg der Katholischen Kirche in Polen.
Evangelische Polen gehören zum Kirchspiel der Kreuzkirche in Stolp  in der Diözese Pommern-Großpolen der Evangelisch-Augsburgischen Kirche in Polen.

## Freilichtmuseum
Im Ort befindet sich das Freilichtmuseum Muzeum Kultury Ludowej Pomorza w Swołowie, das mehrere Hofstellen umfasst. In ihm wird das ländliche Leben und Arbeiten anschaulich gemacht. Das Mittelpommersche Museum in Stolp hatte nach und nach die alten Gehöfte aufgekauft, um sie zu restaurieren. Die Ausstellungen sind in vier Gebäuden untergebracht. Das imposanteste der Gebäude ist der Albrechtshof, ein typischer Vierseitenhof aus dem 19./20. Jahrhundert. Der Hof hat einen viereckigen Grundriss mit einem Torhaus als Zugang. An den Seiten stehen Wirtschaftsgebäude, gegenüber dem Tor das Wohnhaus. Der Hof hatte vom 17. Jahrhundert bis zur Vertreibung den Albrechts gehört.

## Verkehr
Zum Ort führt eine Nebenstraße, die Możdżanowo (Mützenow) mit Reblino (Reblin) an der polnischen Landesstraße 6 (ehemalige deutsche Reichsstraße 2, heute auch Europastraße 28) verbindet. Bahnstation ist das sieben Kilometer entfernte Sycewice (Zitzewitz) an der Staatsbahnstrecke 202 Danzig–Stargard. Bis 1945 bestand außerdem Anschluss an die Bahnstrecke Schlawe–Stolpmünde (Sławno–Ustka) über die sechs Kilometer entfernte Station Gallenzin-Saleske.